# Martha Sandoval (cantante)
Martha Sandoval (Monterrey, México) es una cantante de música cristiana, y directora del sello Real Street Group y Real Street Studios en Los Ángeles. Con una discografía de 5 álbumes y un EP, ha participado en la apertura de conciertos de Juan Carlos Alvarado, Rojo, Alex Zurdo, entre otros. Pertenece al coro internacional NCI Worship que reúne ocho cantantes de 3 países, Colombia, Estados Unidos y República Dominicana.
Su canción «Te Bendeciré» alcanzó a posicionarse en primer lugar en la lista Hot Song de música cristiana de Monitor Latino.

## Biografía
Mexicana de nacimiento, a los 13 años emigró junto a su familia a los Estados Unidos, y desde entonces, la música se convirtió en su refugio y forma de comunicarse con el resto del mundo.
Estudió Música en Austin Community College, Teología en Visión International University (Campus Austin) y Administración de Empresas y Mercadeo en Devry International University (Campus, Long Beach).
Actualmente, Martha reside al lado de su esposo Moisés Funes, y sus dos hijos Matthew y Lucas en Los Ángeles, California.

## Carrera artística
Sandoval comenzó su carrera musical grabando su primer álbum de estudio titulado Unidos por un mismo propósito. Este álbum fue lanzado en octubre del 2003 y producido por su hermano Luis Sandoval (Creative Worship Sounds). Contó con la participación especial del saxofonista Rudy Rodríguez, músico de Marcos Witt, y fue grabado y mezclado por Mike Hersh (Keneth Nash, Promise Land Recording Studios). Este álbum dio a conocer a la joven cantautora por todo el sur de Texas.
Su segundo álbum de estudio, Con mi vida te amaré, fue lanzado en septiembre del 2005 y producido junto a su banda Praise 2U, con quienes participó en el Día Nacional De la Oración, abriendo conciertos para agrupaciones como Rojo y Funky. En el año 2011, Martha lanza Nunca te rindas. Este álbum producido por el galardonado Roberto Prado, abrió puertas en Latinoamérica con una exitosa gira por todo Guatemala y distintas localidades de Estados Unidos. 
En el 2019, después de haber pasado por un largo proceso de infertilidad, Martha regresa a los escenarios musicales con el sencillo «Tal y como soy» producido por su hermano Luis Sandoval. La gran aceptación de este sencillo y el profundo agradecimiento por sus dos hijos milagro, impulsaron a la cantautora a comenzar a trabajar en la producción del EP Amor Restaurador y así mismo contar su proceso durante los años de ausencia.
A finales del 2020, Martha comenzó una nueva faceta conduciendo su propio programa de radio “Atrévete a Creer” para la radio mexicana - Radio Jubilo 93.7 FM. Durante Expolit, Revive 2021, Martha comparte su testimonio en el cortometraje Mi Vida; Una Historia De Su Amor. Posteriormente, Martha cerraría el año con el sencillo navideño «Dios con nosotros».
Martha lanzó en 2022 en la conferencia internacional Expolit, su EP titulado Amor Restaurador y el sencillo «Te bendeciré Remix». El proyecto musical se promocionó con los sencillos publicados en 2021, «No será para siempre», «No me dejas caer», «Te Bendeciré», y «Levántate», siendo la última canción de promoción «Mi Padre», donde la canción «Te Bendeciré», sencillo lanzado en julio del 2021, alcanzó a posicionarse como primer lugar en las nóminas de Monitor Latino en los charts de la música cristiana más sonada (Hot Song).
Fue artista invitada en el Gracia Festival junto a Alex Zurdo y Grupo Barak. En junio de 2022, como parte del grupo NCI Worship, lanzaron su primer sencillo y videoclip oficial «Morando en Sion» junto a Daniela Mejía y otros artistas.

## Discografía

### Álbumes de estudio
- 2003: Unidos con un mismo propósito
- 2005: Con mi vida te amaré
- 2011: Nunca te rindas
- 2019: Tal y como soy
- 2020: Toma el control

### EPs
- 2022: Amor Restaurador

## Premios y reconocimientos
2021: «No será para siempre» (Mejor vídeo musical) - Premios El Galardón